# Henrik Matthesius
Henrik Matthesius (død 23. august 1681) var en dansk højesteretsassessor.
Han var tysk født, men ellers vides intet om hans herkomst. 1649-53 rejste han udenlands som hovmester for rigsmarsken Anders Billes børn og blev i september 1653 præceptor for prins Christian (V), men fik sin afsked i november 1655 på grund af misfornøjelse med, at han var en fremmed. Han blev samtidig dermed udnævnt til kongelig resident i Danzig, men kaldtes tilbage derfra i 1658 og blev i november samme år på ny prinsens lærer. Fra januar 1661 var han medlem af Statskollegiet og Højesteret, fulgte derefter 1662-63 prinsen på hans udenlandsrejse og fik efter sin hjemkomst i august 1663 bestalling som medlem af de nævnte institutioner; denne bestalling fornyedes efter Christian V's tronbestigelse. 1676 var han medlem af den kommission, der dømte Peder Schumacher Griffenfeld, og samme år medbeskikket til at undersøge Vitus Berings manuskript til den danske kongekrønike. Han døde 23. august 1681.
16. marts 1666 havde han ægtet Anna Sophie Ernst (28. november 1642 i Sorø – 9. februar 1676 i København), datter af professor Henrik Ernst (1603-1665) og Sophie Faber (1623-1694).